# Picota (ferramenta)

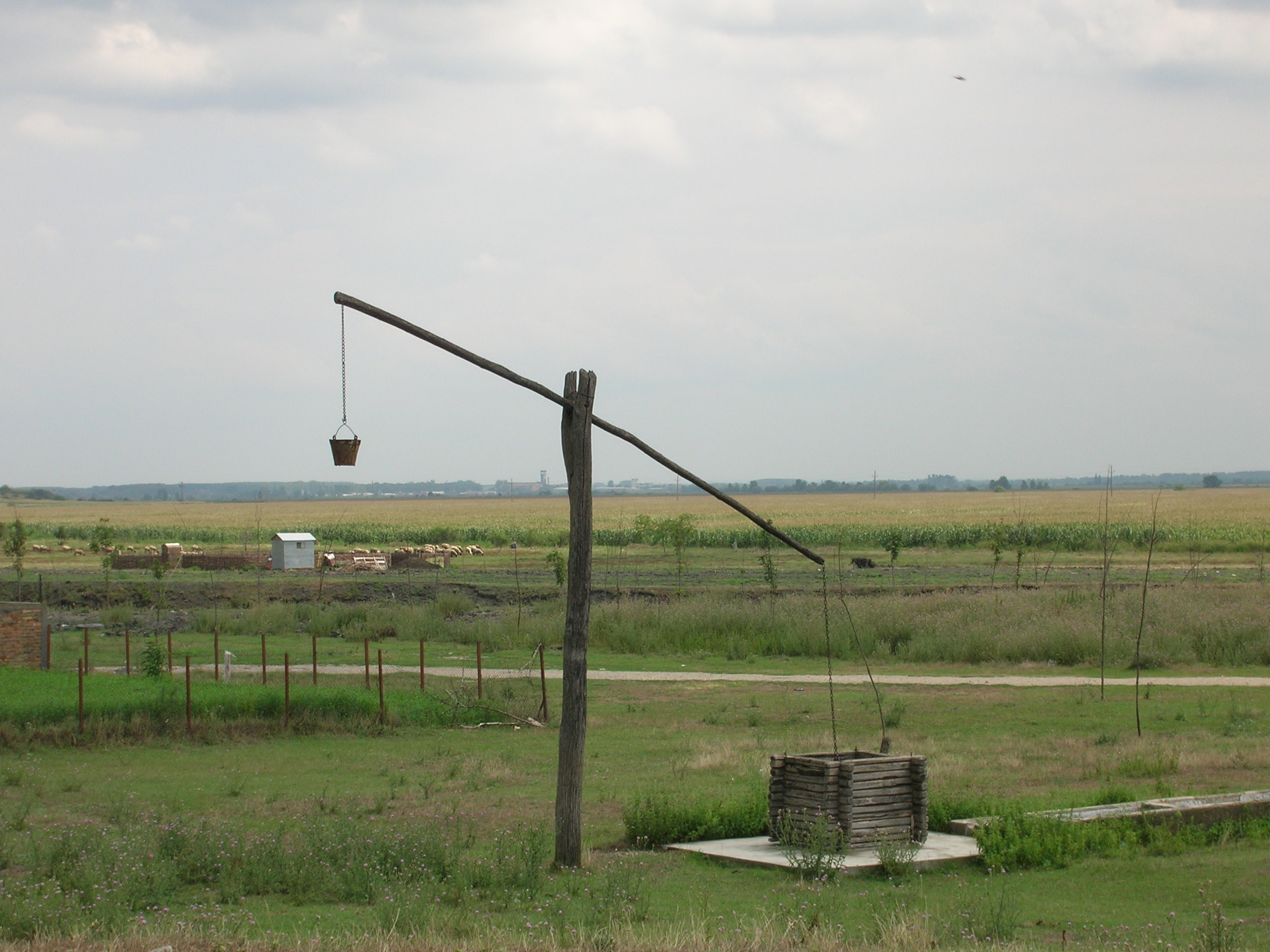
Picota

A picota é uma máquina simples que serve para retirar água de poços. Interpretando obras artísticas e utensílios domésticos de civilizações antigas supõe-se que aplicação mais antiga desse mecanismo deu-se na Antiga Índia e também na Mesopotâmia

## Origem linguística
A origem da palavra "picota" não é muito clara. Em Português brasileiro a palavra remete a outros significados, ainda assim o termo é utilizado para designar a haste do êmbolo de uma bomba hidráulica. Shadoof ou shaduf é uma aproximação do termo árabe شادوف (šādūf) que foi muito incorporado por outras línguas. Foi conhecida antigamente também pelos gregos como κήλων ou κηλώνειον (kēlōn ou kēlōneion) que designa ferramenta de irrigação. Em espanhol há mais uma vez uma variedade de termos que descrevem esse aparato, como por exemplo, cigoñal, chaduf, bibalete, bambilete, guimbalete, shadouf.  Os termos mais comuns no inglês são: shadouf, well pole, well sweep ou simplesmente sweep em americano além da variação menos comum swape.

## Caracterização
É constituída por dois pedaços longos e articulados de madeira, um deles na posição vertical e firmemente preso ao terreno. O outro, perpendicular ao primeiro, tem numa extremidade um peso e no outro um recipiente para a água. Baixa-se o recipiente ao poço e o peso na outra extremidade ajuda a içar o recipiente.

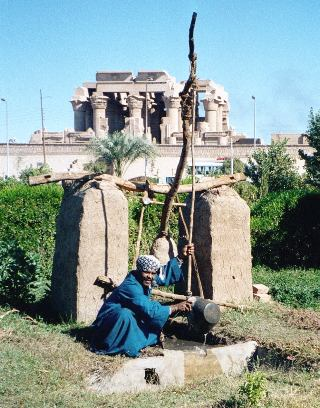
Shadoof. Com Ombo, Egypt

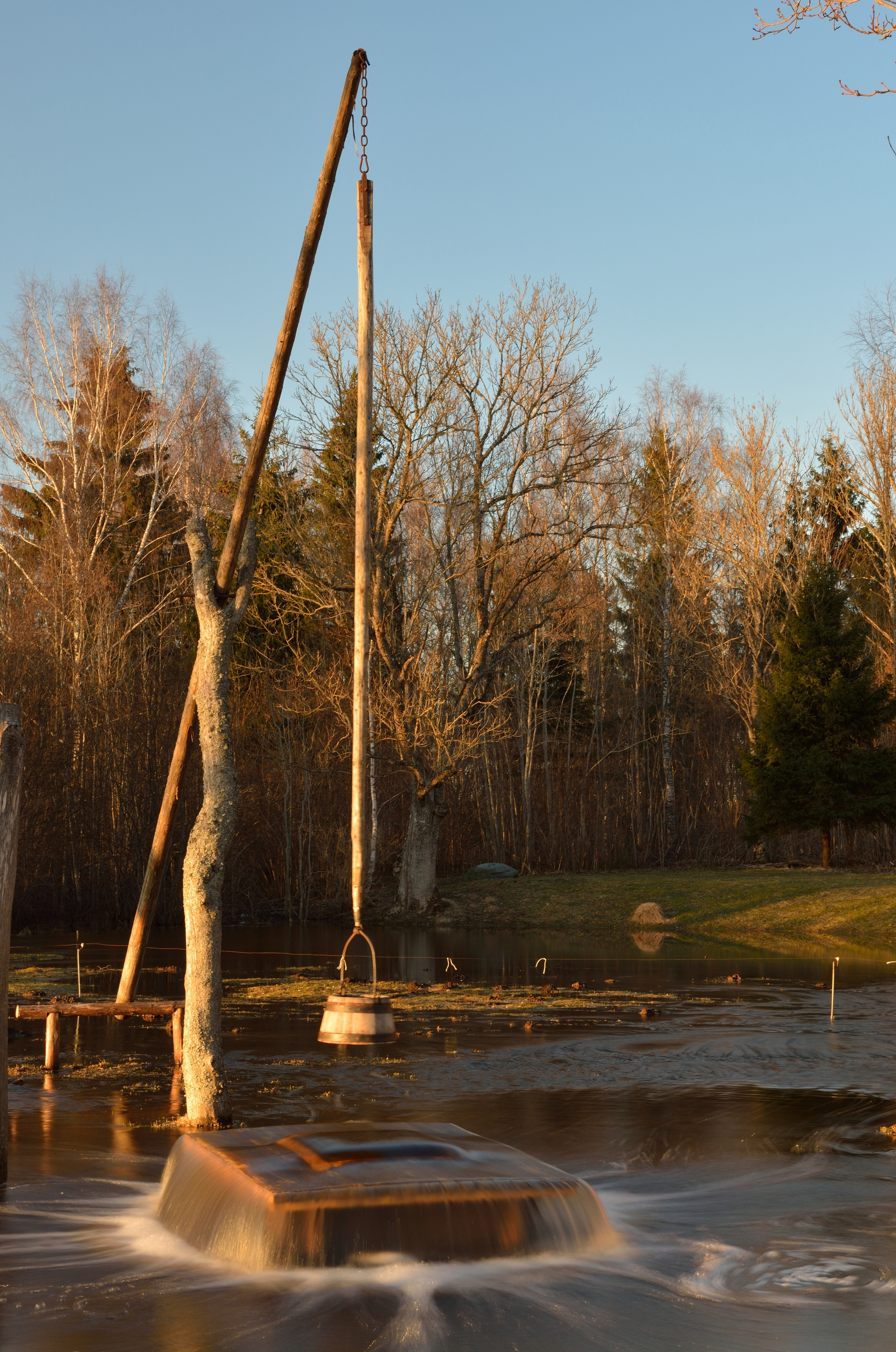
Tuhala, Estónia (2013)

## História
Foi originalmente desenvolvida na antiga Mesopotâmia, e aparece em um selo de Sargão da Acádia de 2000 AC. Ainda é usado em muitas áreas da África e Ásia, e até mesmo em várias quintas em Portugal.